# Йоросо
Йоросо (фр. Yorosso) — город на юго-западе центральной части Мали, в области Сикасо.

## География
Расположен в 151 км к северо-востоку от города Сикасо и в 202 км к юго-востоку от города Сегу, недалеко от границы с Буркина-Фасо. Коммуна Йоросо имеет площадь 487 км² и включает помимо города Йоросо ещё 9 деревень. Высота города над уровнем моря — 382 м.

## Население
По данным на 2013 год численность населения города составляла 22 531 человек.
Динамика численности населения города по годам:
| 1998   | 2013   |
| ------ | ------ |
| 15 846 | 22 531 |